# Удодов, Фёдор Матвеевич
Фёдор Матвеевич Удодов (29 мая 1910, Луганск, Екатеринославская губерния — 3 мая 1984, Тростянец, Сумская область) — командир саперного отделения 491-го отдельного артиллерийско-пулеметного батальона 106-го стрелкового корпуса 60-й армии 4-го Украинского фронта, старший сержант — на момент представления к награждению орденом Славы 1-й степени.

Могила Удодова на кладбище "Кальфа" в Севастополе.

## Биография
Родился 29 мая 1910 года в городе Луганск Украина. Работал на кирпичном заводе.
В Красной Армии и в боях Великой Отечественной войны с августа 1941 года. Отличился в боях на Уманском направлении, во время форсирования Днестра, освобождения Кракова.
Приказом по 40-й армии № 30/н от 17 апреля 1944 года за мужество и отвагу, проявленные в боях, красноармеец Удодов Фёдор Матвеевич награждён орденом Славы 3-й степени.
Приказом по 104-му стрелковому корпусу № 20/н от 20 мая 1944 года красноармеец Удодов Фёдор Матвеевич награждён вторым орденом Славы 3-й степени.
Приказом по 40-й армии № 144/н от 24 ноября 1944 года за мужество и отвагу, проявленные в боях, сержант Удодов Фёдор Матвеевич награждён орденом Славы 2-й степени.
4-17 апреля 1945 года в ходе боев за город Летовице Чехословакия обезвредил свыше двухсот мин, снял сотни метров проволочных заграждений. 
Указом Президиума Верховного Совета СССР от 29 июня 1945 года за образцовое выполнение заданий командования старший сержант Удодов Фёдор Матвеевич награждён орденом Славы 1-й степени. Стал полным кавалером ордена Славы.
В 1945 году Ф. М. Удодов демобилизован. Жил в городе Тростянец Сумской области. Умер 3 мая 1984 года. Похоронен в Севастополе на кладбище Кальфа.